# ロン・シモンズ
ロン・シモンズ（Ron Simmons、1958年5月15日 - ）は、アメリカ合衆国のプロレスラー。ジョージア州出身のアフリカ系アメリカ人。WWE所属時代のリングネーム、ファルーク（Faarooq）としての活躍で知られる。

## 来歴
元NFL選手。クリーブランド・ブラウンズに所属していた。アメリカンフットボール引退後、ヒロ・マツダのもとでトレーニングを積み1986年にプロレスラーとしてデビュー。NWAフロリダ（CWF）を主戦場とし、同年12月2日にカリーム・モハメッドからフロリダ・ヘビー級王座を奪取、翌1987年1月20日にバッドニュース・アレンに敗れるまで保持した。
1989年にNWA-WCWに参戦。テディ・ロングをマネージャーに、ブッチ・リードと黒人タッグチーム「ドゥーム」を結成、1990年5月19日にリック&スコットのスタイナー・ブラザーズを下し世界タッグ王座を獲得した。1991年3月には新日本プロレスに初来日している。
リードとのチーム解散後はベビーフェイスのシングルプレイヤーとして活躍し、1992年8月2日にビッグバン・ベイダーを破りWCW世界ヘビー級王座を奪取、WCW（NWA）史上初の、そして当時のアメリカン・プロレスにおいてボボ・ブラジル以来途絶えていた久々の黒人世界王者となった。
初期WCWではダスティ・ローデスともタッグを組むなどベビーフェイスのトップのポジションにいたが、エリック・ビショフらによる新体制への移行に伴い解雇される。1994年から1995年にかけてECWに参戦した後、1996年にヒールとしてWWF（現WWE）に登場。ネーション・オブ・イスラムをモチーフとした黒人至上主義軍団「ネーション・オブ・ドミネーション（NOD）」を率いた。アーメッド・ジョンソンやリージョン・オブ・ドゥームと抗争を展開したが、後にメンバーに加わったザ・ロックを売り出すWWFの方針により、1998年にNODからの追放アングルが組まれロックにリーダーの座を譲ることになる。
NOD追放後はベビーフェイスに転向するも中堅のポジションに甘んじていたが、1998年に「アコライツ」なるタッグチームをブラッドショーと結成。これが再浮上のきっかけとなり、以降ブラッドショーとは2004年まで行動を共にした。アコライツとして、ジ・アンダーテイカーのミニストリー・オブ・ダークネスにも参加している。
2000年からは、アコライツ改め「アコライツ・プロテクション・エージェンシー（APA）」を結成。酒場で葉巻を吸いながらポーカーを行い、金さえ積めば用心棒を引き受ける荒くれ者のギミックを演じた。ブラッドショーとのタッグでは、ケイン&Xパック、ハーディー・ボーイズ、ダッドリー・ボーイズらを破りWWFタッグ王座を通算3回獲得している。
その後体調の悪化等（タッグ戦に出場するも、一度もタッチを受けずにリングサイドで試合を終えたこともあった）により2004年3月からセミリタイア状態となり、ツアー宣伝部門のスタッフとして勤務。以降は裏方に徹し番組内に登場する機会はなかったものの、2006年10月のRAWにて、ジョン・シナのマイクパフォーマンス中に突如現れマイクを奪い、決め台詞の「Damn !」だけを言って去るという、電撃的な復帰を果たす。硬派なイメージの強いシモンズだったが、以後毎週のように要所要所で登場して「Damn !」とだけ言って去っていくコミカルなキャラクターを演じ人気を博した。
また、同年のPPVサバイバー・シリーズではリック・フレアー率いるレジェンドチームの一員としてリングに復帰。2007年9月からダークマッチを数回こなした後、9月末のヒートからシングルでのリング復帰を果たす。その後も番組制作に携わりつつ、対ジョバーでの秒殺劇ではあるものの継続して試合に出場していたが、2009年1月にWWEを解雇された。
2010年11月15日、"Old School edition" と銘打って行われたスペシャル版のRAWにゲスト出演、バックステージでダンスを踊るダスティ・ローデス、テッド・デビアス、IRS、ジム・ドゥガン、タタンカ、アクサナ、マリースらの前で、久々に「Damn !」を発した。
2012年、WWE殿堂入りが実現。式典のインダクターは、かつてのパートナーであるブラッドショーことジョン・レイフィールドが務めた。同年7月23日のRAW1000回記念放送 "RAW 1000" では、リタ対ヒース・スレイターのミックスド・マッチにおいて、リタのセコンドとしてブラッドショーとのAPAが復活。往年のレジェンドたち（ボブ・バックランド、ロディ・パイパー、ロード・ウォリアー・アニマル、ベイダー、シッド・ビシャスなど）を愚弄し返り討ちにされたスレイターに「Damn !」の一声を浴びせた。

## 得意技
- ドミネーター
- ハイアングル・スパイン・バスター
- パワーボム
- ランニング・ショルダー・ブロック
- ダイビング・ショルダー・ブロック
- 高速パワースラム
- ツープラトン・スパイン・バスター（APA時）

## 獲得タイトル
CWF
- NWAフロリダ・ヘビー級王座 : 1回

MACW / WCW
- NWA世界タッグ王座 / WCW世界タッグ王座 : 1回（w / ブッチ・リード）
- WCW USタッグ王座 : 1回（w / ビッグ・ジョッシュ）
- WCW世界ヘビー級王座  : 1回

※シモンズの同王座獲得は、前身のNWA世界ヘビー級王座を含め黒人レスラーでは初めての快挙だった。
WWF / WWE
- WWF世界タッグ王座 : 3回（w / ブラッドショー）
- WWE殿堂 : 2012年度

MCW
- MCW南部タッグ王座 : 1回（w / ブラッドショー）

OVW
- OVW南部タッグ王座 : 1回（w / ブラッドショー）

大学フットボール
- オレンジボウル殿堂

## 入場曲
- Damn!
- I'll Be Damn
- Power
- Acolytes